# Cabeus (månekrater)
Cabeus er et nedslagskrater på Månen. Det befinder sig på Månens forside nær dens sydpol og er opkaldt efter den italienske jesuit og filosof Niccolo Cabeo (1586 – 1650).
Navnet blev officielt tildelt af den Internationale Astronomiske Union (IAU) i 1935. 

## Omgivelser
Cabeuskrateret ligger vest for Malapertkrateret og syd-sydvest for Newtonkrateret. 

## Karakteristika
På grund af beliggenheden nær Sydpolen ses dette krater fra Jorden næsten helt fra siden og er næsten altid i dyb skygge på grund af manglende sollys. Derfor kan der kun ses meget få detaljer, også fra kredsløb om Månen.

## Satellitkratere
De kratere, som kaldes satellitter, er små kratere beliggende i eller nær hovedkrateret. Deres dannelse er sædvanligvis sket uafhængigt af dette, men de får samme navn som hovedkrateret med tilføjelse af et stort bogstav. På kort over Månen er det en konvention at identificere dem ved at placere dette bogstav på den side af satellitkraterets midte, som ligger nærmest hovedkrateret. Cabeuskrateret har følgende satellitkratere:
| Cabeus | Længde  | Bredde  | Diameter |
| ------ | ------- | ------- | -------- |
| A      | 82,2° S | 39,1° V | 48 km    |
| B      | 82,4° S | 53,0° V | 61 km    |

## Måneatlas
- Billeder af Cabeuskrateret i LPI-måneatlasset

## Besøg fra Jorden
Den 9. oktober 2009 ramte NASA's rumsonde LCROSS Cabeus. Analyser af nedslaget har vist, at krateret gemmer store mængder vand, hvilket kan få betydning for opbygning af månebaser.